# جیم موران
جیم موران (به انگلیسی: Jim Moran) نمایندهٔ حوزه انتخابیه هشتم ویرجینیا از حزب دموکرات ایالات متحده آمریکا در مجلس نمایندگان ایالات متحده آمریکا است که برای نخستین‌بار در ۶ ژانویه ۱۹۹۱ میلادی به‌عضویت این مجلس درآمد.